# Somali and the Forest Spirit/Episodenliste
Diese Liste ist eine Übersicht über alle produzierten und ausgestrahlten Episoden der Fantasy-Animeserie Somali and the Forest Spirit, eine Umsetzung des Mangas Somari to Mori no Kamisama von Yako Gureishi, der in Deutschland unter dem Namen Somali und der Gott des Waldes erscheint.
Die Animeserie umfasst insgesamt zwölf Episoden. Die erste Folge wurde vorab am 2. Januar 2020, eine Woche vor der Ausstrahlung im japanischen Fernsehen, weltweit auf Crunchyroll gezeigt.

## Episodenliste
| Nr. (ges.) | Nr. (St.) | Deutscher Titel                                           | Originaltitel                                            | Erstausstrahlung Japan | Deutschsprachige Erstausstrahlung (D) | Regie | Drehbuch | Erstveröffentlichung im OmdU |
| --- | --------- | --------------------------------------------------------- | -------------------------------------------------------- | ---------------------- | ------------------------------------- | ----- | -------- | ---------------------------- |
| 1 | 1         | Elternteil und Kind auf Reisen                            | 旅する親子 Tabisuru Oyako                                | 9. Jan. 2020           | –                                     | –     | –        | 2. Jan. 2020                 |
| Golem, der seit langer Zeit über die Wälder wacht, findet bei einem seiner Rundgänge ein Menschenmädchen namens Somali und beginnt, sich um sie kümmern. Sie streifen von Stadt zu Stadt, die von Ungeheuern und Fabelwesen bewohnt werden. Auf ihrer Reise erfahren sie, dass vor langer Zeit ein Krieg zwischen den Menschen und Monstern stattgefunden hat, den die Menschen verloren haben. Seitdem machen die Monster Jagd auf die überlebenden Menschen, um diese zu versklaven oder zu essen. Während Golem in der Stadt mit einem Händler über den Kaufpreis für seine Edelsteine handelt, folgt Somali, die ihre wahre Identität verbergen muss, aus Neugier einer Katze. Diese offenbart sich als Monster und erkennt anhand Somalis Geruch, dass sie ein Mensch ist. Im letzten Moment wird die Katze von Golem verscheucht. Somali und Golem ziehen weiter zum nächsten Ort. |           |                                                           |                                                          |                        |                                       |       |          |                              |
| 2 | 2         | Gemüse und Behausung des Dämonen                          | くさびらと鬼の住処 Kusabira to Oni no Sumika             | 16. Jan. 2020          | –                                     | –     | –        | 16. Jan. 2020                |
| Während eines Frühstücks am Fluss fällt Somali beim Versuch einen gehörnten Hasen zu fangen hin und schürft sich das Bein auf. Ein Zwergdämon namens Shizuno, der sich in der Nähe befindet, verarztet Somalis Wunde und führt die beiden zu seinem Haus. Dort wartet Yashibara, der sich als Assistent Shizunos vorstellt. Auf Nachfrage des Golems lehrt Shizuno ihm das Herstellen einfacher Medizin im Austausch für ein Stück seiner Haut. Somali hilft, während Shizuno Golem die Medizinherstellung lehrt, Yashibara im Haushalt. Am Abend, als Somali bereits schläft, offenbart Golem, dass er Somalis richtige Familie so schnell wie möglich finden will, da er nur noch etwas mehr als ein Jahr zu leben hat. |           |                                                           |                                                          |                        |                                       |       |          |                              |
| 3 | 3         | Das Meer am Grund der Grotte                              | ほら穴の底の海 Horaana no Soko no Umi                    | 23. Jan. 2020          | –                                     | –     | –        | 23. Jan. 2020                |
| Nach tagelanger Wanderung erreichen Golem und Somali eine Wüstenstadt, die einem Ameisenloch ähnelt. Da ihnen allmählich das Geld ausgeht, nimmt Golem einen Aushilfsjob in einer kleinen Gaststätte ein. Somali hat sich mit dem Kikila, dem Sohn der Besitzer angefreundet. Da Golem durch seine Arbeit weniger Zeit für Somali hat, fühlt sie sich schnell einsam. Obwohl er lange zögert, erlaubt Golem Somali die Stadt mit Kikila zu erkunden. Somali erzählt Kikila von ihrer Reise mit dem Golem und hat Angst, dass er sie alleine lassen wird, sobald ihre Reise vorüber ist. Um Somali zu beruhigen, schlägt dieser vor, eine seltene Blume, die einem jeden Wunsch erfüllt, in der Grotte unterhalb der Stadt zu suchen. Als sie ein Blumenmeer in der Grotte finden, wird Somali von einem Monster angegriffen. Das Monster wird jedoch im letzten Moment von einem Wolfsmensch, der seine Aufmerksamkeit auf die Kinder gerichtet hat, in die Flucht geschlagen. |           |                                                           |                                                          |                        |                                       |       |          |                              |
| 4 | 4         | Die Wünsche erfüllende Blume und das erhoffte Versprechen | 叶える花と願う約束 Kanaeru Hana to Negau Yakusoku        | 30. Jan. 2020          | –                                     | –     | –        | 30. Jan. 2020                |
| Muthrica, so der Name des Wolfsmonsters, schlägt das Monster in die Flucht und maßregelt die Kinder wegen des unerlaubten Betretens der Grotte. Die Blume, die Somali für ihren Vater gepflückt hat, ist verdorben. Der Wolf erklärt, dass es mit dem Wirt zusammenhängt und dass es tiefer unten in Grotte Blumen gebe, die länger leben. Somali beschließt deswegen, tiefer in die Grotte vorzudringen. Muthrica führt die Kinder widerwillig zum Ziel. Als Somali am Ziel eine neue Blume pflückt, stellt sich ihr der Wächter der Blumen – eine gigantische Echse – in den Weg, greift sie aber nicht an. Wieder zu Hause angekommen wird Somali von ihrem Vater zurechtgewiesen, woraufhin sie entsetzt in ihr Zimmer stürmt. Kikilas Vater redet Golem zu. Kikila ruft Golem plötzlich zu sich hoch, da Somali durch ein starkes Fieber zusammengebrochen ist. Golem, der sich sehr um ihre Ziehtochter sorgt, rennt zu einer Apotheke und kauft Medizin um ihr Fieber zu senken. Er verspricht Somali für immer bei ihr zu bleiben – wohlwissend, dass er das Versprechen nicht einhalten kann. |           |                                                           |                                                          |                        |                                       |       |          |                              |
| 5 | 5         | Zugvögel                                                  | 渡りの鳥 Watari no Tori                                  | 6. Feb. 2020           | –                                     | –     | –        | 6. Feb. 2020                 |
| Ein paar Tage später brechen Golem und Somali auf und durchqueren die Wüste zu ihrem nächsten Bestimmungsort Winecup Village. Dort treffen sie auf die Harpyie Uzoi und ihren Begleiter, den kränklichen Falcohol Haitora, die ebenfalls auf der Durchreise sind. Als die beiden die Beweggründe für die Reise von Golem und seiner Ziehtochter erfahren, bietet Uzoi den beiden an, sie durch die Wüste zu begleiten. Uzoi hat, ohne das Golem dies mitbekommen hat, herausgefunden, dass Somali ein Menschenkind ist und auch Haitora stellt sich in Wahrheit als Mensch in Verkleidung heraus. Er droht, sich langsam und gewaltsam in eine Harpyie zu verwandeln. Um eine Heilung für ihren Begleiter zu finden, schmiedet Uzoi den Plan, Somali dafür zu missbrauchen. Sie machen sich gemeinsam auf den Weg und kommen nach mehreren Hürden – in Form von Sandstürmen und Begegnungen mit Wüstenkreaturen – zu einer illuminierten Höhle, wo sie ihre Nacht verbringen. Während Uzoi und Somali nach Trinkwasser suchen, offenbart Haitora Golem seine wahre Identität als Mensch und fleht Golem an, Uzoi aufzuhalten. Sie denkt, dass Somalis Blut das Heilmittel für seine Krankheit sei. |           |                                                           |                                                          |                        |                                       |       |          |                              |
| 6 | 6         | Dying Flowers Look Up at the Birds                        | 息の根はる花は鳥を仰ぐ Ikinone Haru Hana wa Tori wo Aogu | 13. Feb. 2020          | –                                     | –     | –        | 13. Feb. 2020                |
| Während die beiden sich auf die Suche nach Somali machen, offenbart Haitora, dass er und Uzoi von einem merkwürdigen Wahrsager informiert wurden, dass sein verunreinigtes Blut mit frischem Blut geheilt werden könne, weswegen Uzoi versucht, Somalis Blut zu nutzen. Irgendwo tief in der Höhle gelingt es Somali, sich aus den Fängen Uzois zu lösen, fällt dabei aber in einen unterirdischen Teich, wodurch Uzoi sie gezwungenermaßen retten muss, sich bei ihr entschuldigt und ihr ihre Gründe für ihr Handeln erklärt. Golem und Haitora schließen zu den beiden auf. Somali vergibt Uzoi ihre Handlung, weil sie sie vor dem Ertrinken gerettet hat. Während Uzoi und Somali schlafen, erzählt Haitora Golem, dass er einst eine Familie in einem kleinen Dorf hatte, dieses aber während des Krieges von den Ungeheuern attackiert wurde. Als die Nahrungsmittel während der Flucht zur Neige gingen, traf er auf eine Harpyie, Uzois Mutter. Er tötete und brachte sie in das Versteck seiner Familie um das Fleisch zu essen. Dadurch verwandelte sich seine Familie ebenfalls in Monster und wurde getötet, er selbst wurde verschont und deformiert. Später traf er auf Uzoi, die sich sofort zu ihm hingezogen fühlte. Es stellt sich heraus, dass Uzoi das Gespräch zwischen Haitora und Golem mitgehört hat. Als die Gruppe ihre Reise durch die Wüste fortsetzt, werden Somali und Uzoi durch einen Sandsturm von Golem und Haitora getrennt und von einem Monster angegriffen. Haitora greift das Monster in seinem Versuch, sein Leben als Preis für seine Vergangenheit zu opfern, an, wird aber von Uzoi gerettet. Sie vergibt ihm und wünscht, dass er um ihretwillen weiterlebt. |           |                                                           |                                                          |                        |                                       |       |          |                              |
| 7 | 7         | An die Hexe heranpirschende Schritte                      | 魔女に縋る足取り Majo ni sugaru ashidori                 | 20. Feb. 2020          | –                                     | –     | –        | 20. Feb. 2020                |
| Nachdem die Gruppe die Wüste hinter sich gelassen hat, trennen sich ihre Wege. Golem und Somali machen sich durch Haitoras Rat auf den Weg zu einem Hexendorf, da sie dort weitere Informationen über den Verbleib der Menschen erwarten. In der Bibliothek werden die beiden von der Hexe Hazel begrüßt, die mit ihnen nach der Biografie „Leben des Haraiso“ sucht. Als sie das Buch nicht an seinem ursprünglichen Platz auffinden, gehen sie in den Keller, wo Praline, Hazels ältere Schwester, diverse Bücher hortet. Als sie das Buch finden, müssen sie feststellen, dass sich bücherfressende „Ototo“-Fische in dem Gewölbe vermehrt haben. Die beiden Hexen können die kleinen Jungfische bekämpfen, doch kurz darauf manifestiert sich ein gigantischer Ototo-Fisch, der es auf die Biografie abgesehen hat. Bevor der Fisch Somali attackieren kann, stellt sich Golem dem Biest in den Weg und schlägt das Monster zurück. Die Biografie ist nach dem Angriff nicht mehr lesbar. Sie finden heraus, dass die Direktorin der Bibliothek das Buch zuletzt gelesen hat und hoffen, dass sie den beiden Reisenden die benötigte Information geben kann. |           |                                                           |                                                          |                        |                                       |       |          |                              |
| 8 | 8         | Erbetetes Treffen und Bindungen                           | 祈り語る出会いと絆 Inori Kataru Deai to Kizuna           | 27. Feb. 2020          | –                                     | –     | –        | 27. Feb. 2020                |
| Nachdem Praline Golem über die schwächelnde Gesundheit der Oberbibliothekarin hingewiesen hat, gibt sie ihm eine Karte mit der Wegbeschreibung zu ihr. Allerdings werden die beiden von Sicherheitsmonstern als Eindringlinge gesehen und umzingelt. Golem und Somali können den Monstern entkommen und gelangen zum Zimmer der Bibliothekarin Isolde. Sie erklärt, dass sie das Buch „Leben des Haraiso“ anhand ihrer persönlichen Erfahrungen mit Menschen als junges Mädchen geschrieben habe. Sie erzählt den beiden eine Geschichte von einem Menschendorf, das von dem Golem Haraiso regiert wird. In der Geschichte geht es um ihre Vorfahrin Feodora Nebsolv, die eines Tages im Dorf aufgrund eines Sturmes notlanden musste und sich schnell an das Dorfleben mit Menschen gewöhnt hat. Als sie sieht, wie die Menschen sich zusammenrotten um ein friedlich lebendes Monster zu töten, gibt sie ihre nicht menschliche Identität preis, wird ebenfalls als „Ungetüm“ gebrandmarkt und gezwungen, das Dorf zu verlassen. Isolde beendet ihre Geschichte mit dem Vermerk, dass es Menschen am Ende der Welt gebe. Sie weiß, dass Somali ein Menschenkind ist und ist froh einen Menschen gesehen zu haben, das die Monsterwelt liebt, woraufhin Isolde verstirbt. |           |                                                           |                                                          |                        |                                       |       |          |                              |
| 9 | 9         | Erinnerungen an unbedeutende Tage                         | 小さな日々の思い出 Chīsana Hibi no Omoide                | 5. März 2020           | –                                     | –     | –        | 5. Mär. 2020                 |
| Auf ihren Weg zu ihrem nächsten Bestimmungsort suchen Somali und Golem in einem Baumhaus Schutz vor dem Regen. Obwohl das Haus selten bewohnt ist, befinden sich Zutaten in ihm, sodass Somali Golem fragt, ob er ihr etwas zu essen zubereiten kann. Golem backt ein Soufflé. Bevor Somali das Gericht beenden oder ihm von ihrem wackelnden Zahn erzählen kann, tauchen Shizuno und Yashibara auf und bitten im Einlass. Am nächsten Tag macht sich die Gruppe nach Bygone City, einer grausamen Stadt, auf um einen berühmten Zahnarzt zu finden. Sie finden diesen in den mausähnlichen Sowak, der Shizuno von Kunst der Zahnbehandlung erzählt, woraufhin Somali Angst bekommt, da sie gerade ein Zahnproblem hat. Sie flieht und gerät in Gruppe Raufbolde, die eine Gassenschlägerei mit Golem und den anderen Dämonen beginnen. Somali verliert daraufhin den Zahn und Sowak klärt sie auf, dass dieser durch einen richtigen Zahn ersetzt werden wird. Auf der Suche nach einem Schlafplatz kommt die Gruppe bei einem Wirt unter, der sich für das Vertreiben der Raufbolde erkenntlich zeigt. Während Somali schläft, offenbart Shizuno Golem, dass sie wisse, das Somali ein Mensch ist und das er seine Aufgabe als Hüter des Waldes aufgegeben habe um sie zu schützen. |           |                                                           |                                                          |                        |                                       |       |          |                              |
| 10 | 10        | Das Kleinkind und der grüne Felsen                        | 幼子と緑の砦 Osanago to Midori no Toride                 | 12. März 2020          | –                                     | –     | –        | 12. Mär. 2020                |
| Golem erzählt Shizuno wie er auf Somali getroffen ist: Eines Tages fand Golem bei einem seiner Patrouillengänge durch den Wald einen Planwagen voller toter Menschen, die attackiert worden waren. Ein Waldtier führte ihn daraufhin an die Stelle, an der er die in Ketten gelegte Somali erstmals traf. Das Mädchen begann, gegen seinen Willen, ihm zu folgen. Mit der Zeit ist sie ihm so sehr ans Herz gewachsen, dass er sie vor dem Ertrinken rettete, nachdem sie in einen Teich gesprungen war, um einen Teil seiner zuletzt verloren Hülle zurückzuerlangen. Golem beschloss daraufhin mit ihr den Wald zu verlassen um nach den letzten Menschen zu suchen und gab ihr den Namen Somali, nach dem Tier, das ihn damals zu ihr brachte. Als er die Geschichte beendet hat, erklärt er ihr, dass sein zerfallener Körper ein Zeichen für das baldige Ende seines Lebens ist. Am Folgetag werden sie gebeten, in der Stadt Wache zu schieben, sodass Golem und Yashibara dieser Arbeit nachgehen, während Shizuno auf Somali acht gibt. Innerhalb der folgenden Tage denkt Somali nach, was sie Golem schenken könne. Sie beschließt, ihm ein Armband zu stricken. Eines Tages erscheint die Gastwirtin namens Rosa, die Lebensmittel und andere Vorräten mitbringt, und hilft Somali beim Stricken. Sie umarmt Somali, doch in der gleichen Nacht erzählt sie einem Trio der Raufbolde, dass sie wisse, das Somali ein Mensch ist. |           |                                                           |                                                          |                        |                                       |       |          |                              |
| 11 | 11        | Beschützer und Aggressoren                                | 護る者と牙剥く者 Mamoru Mono to Kiba Muku Mono           | 19. März 2020          | –                                     | –     | –        | 19. Mär. 2020                |
| Als sie sich auf ihre Arbeit vorbereiten, kaufen Golem und Yashibara Vorräte für die weitere Reise ein. Somali überreicht Golem ihr selbstgestricktes Armband und ist sehr glücklich, als sie von Golem ebenfalls ein Armband, das er in der Stadt gefunden hat, geschenkt bekommt. Sie spielen gemeinsam im Schnee, als Golem auf einmal eine Jagdgruppe sieht, die einen Menschen sucht. Yashibara erfährt letztendlich Somalis Geheimnis und beschließt die Jäger abzulenken, sodass Golem, Shizuno und Somali die Flucht ergreifen können. Sie fliehen in eine Mine, müssen aber feststellen, dass der Weg durch eine zerstörte Brücke nicht mehr passierbar ist, und ein zweiter Trupp Jäger Ausschau hält, sodass Golem mit Shizuno und Somali in seinen Armen beschließt, in die Höhle zu springen. Sie finden einen Weg heraus und treffen auf Rosa, die vorgibt ihnen helfen zu wollen, allerdings später gefangen nimmt. Rosa erzählt, dass ihr Dorf von Menschen verfolgt wurde, die in der Nähe siedelten, und dass sie daraufhin beschloss, Rache an allen Menschen zu nehmen. Während die Jäger immer näher kommen, versucht Golem den Kampf mit diesen aufzunehmen, bricht aber aufgrund seiner geringen verbleibenden Lebensenergie zusammen. Daraufhin verwandelt er sich in ein riesiges Ungetüm, das auf seine Beute starrt. |           |                                                           |                                                          |                        |                                       |       |          |                              |
| 12 | 12        | Miteinander verbundene Vater und Kind                     | 心繋ぎ合う親子 Kokoro Tsunagiau Oyako                    | 26. März 2020          | –                                     | –     | –        | 26. Mär. 2020                |
| Golem visiert den Jagdtrupp an und attackiert diesen, wodurch diese vor Schreck flüchten. Als Golem die Verfolgung aufnehmen will, stellt sich Somali ihm in den Weg, sodass er wieder zu Sinnen kommt und sich herunterfährt. Er erwacht ein paar Tage später auf einer Wiese nahe dem Wald und entschuldigt sich für seine Taten. In der Nacht gehen Golem und Shizuno auf einen Spaziergang, bei dem Golem erzählt, dass seine Kräfte schwinden und sich seine Lebenszeit wegen der Verwandlung verkürzt hat. Am nächsten Tag besuchen alle ein Festival. Während die anderen eine Festivalshow besuchen, schleicht sich Golem davon, da er sein Lebensende spürt. Als Somali Golems Fehlen realisiert, macht sie sich auf die Suche und findet ihn in einem nahe gelegenen Wald. Als sie ihm näher kommt, erklärt Golem mit dem letzten Bisschen seiner Kraft, dass er alleine sein will. Somali fleht ihn an, zu bleiben, worauf Golem nach einiger Zeit erkennt, Emotionen zu haben. Golem und Somali erneuern ihr Versprechen, für immer beisammen zu sein. |           |                                                           |                                                          |                        |                                       |       |          |                              |